# Pretty rockin' shoes
Pretty rockin’ shoes is een van de twee singles uitgebracht door The Four Sweeters. Die muziekgroep bestond uit een viertal studenten van de Hogere Hotelschool in Maastricht, maar van diverse pluimage. Jos Lejeune (later schrijver) kwam uit Den Haag, Paul Pieterse uit Amsterdam, Johan Beijerman uit Den Bosch en Jack de Nijs uit Roosendaal. Jack de Nijs zou de enige zijn die successen zou kennen in de muziekwereld, maar pas vanaf 1970 met zijn solosingle Sofia Loren. The Four Sweeters namen deel aan een talentenjacht in Limburg, Henk Severs zag er wel wat in en mochten vier liedjes opnemen voor Decca Records.
In najaar 1960 kwam twee singles uit Pretty rockin’ shoes/ I’ll be lonely en Home little home/Heavenly woman. Daarna was het door gebrek aan commercieel succes weer over voor The Four Sweeters. De stijl van The Four Sweeters op Pretty rockin’ shoes is die van de Everly Brothers.
Over de verkopen is niets bekend, aangezien zowel Nederland als België nog geen officiële hitparades had (De Nederlands Top 40 begon pas in 1965).
Jack de Nijs ging verder met Jack en Woody en Jack Dens & The Swallows.